# Karina Borrero
Karina Giselle Borrero Urrunaga (Lima, 14 de diciembre de 1978) es una periodista, redactora y  presentadora de televisión peruana. 
Fue la conductora del magacín televisivo Arriba mi gente, del canal Latina Televisión hasta el 2024, además de haber participado en diversos noticieros de su país.

## Primeros años
Karina Giselle Borrero Urrunaga nació en la capital peruana, Lima, el 14 de diciembre de 1978.
Cumpliendo casi la mayoría de edad, estudió la carrera de Ciencias de la Comunicación, se especializó en el periodismo televisivo y, al egresar, ejerció la profesión.

## Trayectoria
Borrero comienza su carrera periodística como asistente de noticias de la televisora Canal N en 2001. 
Tiempo después, en 2003, participó como presentadora del noticiero Buenos días, Perú, de Panamericana Televisión. Luego, se sumó a la edición nocturna del programa de noticias Confirmado, de la televisora estatal Televisión Nacional del Perú, compartiendo la conducción junto con Rocío Aliaga. Sin embargo, fue separada del espacio por los problemas que tuvo con el canal debido a que ella estaba en contra del Gobierno del entonces mandatario, Alan García.
Comienza a trabajar en el diario El Comercio en 2007 como columnista y, años después, se suma al canal de noticias RPP TV en 2010 para conducir su propio  noticiero bajo el nombre de La mañana, regresando en 2012 asumiendo la conducción del Centro de información RPP, junto con Renato Cisneros, por poco tiempo. A finales de ese año, ingresa al canal América Televisión para sumarse al noticiero América noticias, siendo incluida en la conducción de la Edición mediodía del bloque de noticias mencionado, y condujo el noticiero De seis a nueve (estilizado como D6A9), por la televisora hermana Canal N.
En 2015, fue presentada como la conductora del programa de medianoche Edición limitada y compartió segmentos junto con Juan Carlos Orderique, Silvia Cornejo y Rebeca Escribens, a lo paralelo con su trabajo en el noticiero. Sin embargo, el programa terminó tras algunas semanas al aire y compitió con el programa Al sexto día, bajo la conducción de Olenka Zimmermann en ese entonces.
En 2021, asumió la conducción de la Edición central, en reemplazo de Mávila Huertas, quien pasó a conducir el noticiero dominical Cuarto poder. Sin embargo, Borrero renunció a América Televisión en ese mismo año junto con otros periodistas debido a los problemas que tuvo con los directivos del canal por favorecer a la entonces candidata a la presidencia peruana Keiko Fujimori en las elecciones generales de su país.
Tras su retiro, en 2022, Borrero fue propuesta para conducir un magacín matutino en el canal Latina Televisión, que tiempo después se llamaría bajo el nombre de Arriba mi gente, donde permaneció hasta el 27 de marzo de 2024 y compartió conducción junto con Maju Mantilla, Fernando Díaz y Santi Lesmes.
A lo paralelo con su trabajo en la televisión, Borrero lanza a partir de 2021 su programa web a través de la plataforma YouTube que lleva su nombre, donde realiza videos sobre temas de maternidad.

## Créditos

### Televisión
| Año        | Título                                        | Papel                    | Emisión                      | Ref.          |
| ---------- | --------------------------------------------- | ------------------------ | ---------------------------- | ------------- |
| 2003       | D7A9                                          | Presentadora de noticias | Canal N                      |               |
| 2003-2005  | Buenos días, Perú                             | Presentadora             | Panamericana Televisión      |               |
| 2006       | Confirmado                                    | Presentadora de noticias | Televisión Nacional del Perú | [ 6 ]         |
| 2007       | El francotirador                              | Invitada                 | Frecuencia Latina            |               |
| 2010       | La mañana                                     | Presentadora de noticias | RPP TV                       |               |
| 2011       | Mesa redonda                                  | Presentadora             | TV Perú                      | [ 15 ]        |
| 2012       | Centro de informaciones RPP: Edición natutina | Presentadora de noticias | RPP TV                       | [ 8 ]         |
| 2013, 2018 | América noticias: Primera edición             | Presentadora interina    | América Televisión           |               |
| 2012-2021  | América noticias: Edición mediodía            | Presentadora de noticias | América Televisión           |               |
| 2012-2021  | D6A9                                          | Presentadora de noticias | Canal N                      |               |
| 2015       | Edición limitada                              | Presentadora             | América Televisión           | [ 11 ]        |
| 2021       | América noticias: Edición central             | Presentadora             | América Televisión           | [ 16 ] [ 12 ] |
| 2022-2024  | Arriba mi gente                               | Presentadora             | Latina Televisión            | [ 1 ]         |

### YouTube
| Año           | Título         | Papel        | Ref.   |
| ------------- | -------------- | ------------ | ------ |
| 2021-presente | Karina Borrero | Presentadora | [ 14 ] |